# Baníkov
Baníkov je nejvyšší vrchol Roháčů a také nejvyšší vrchol hlavního hřebene Západních Tater. Vypíná se nad Žiarskou dolinou, Spálenou dolinou a údolím Parichvost, asi 15 km severoseverovýchodně od Liptovského Mikuláše do výšky 2178 m n. m.
Ze severní strany sestupují strmé svahy asi 350 m směrem do Spálené doliny. Ve spodní části svahů jsou rozsáhlá suťová pole.

## Přístup
Přístup je možný z několika směrů:
- po  značce od Žiarské chaty přes Príslop (čas 2.30)
- po   značce z Roháčské doliny přes Baníkovské sedlo (čas 3.20)
- po  značce ze Tří kop (čas 1.20, na úseku jsou řetězy)
- po    značce z obce Jalovec přes údolí Parichvost a Baníkovské sedlo (čas 4.45)
- po  značce od Salatína přes úzký hřeben Skriniarky a vrchol Pachoľa

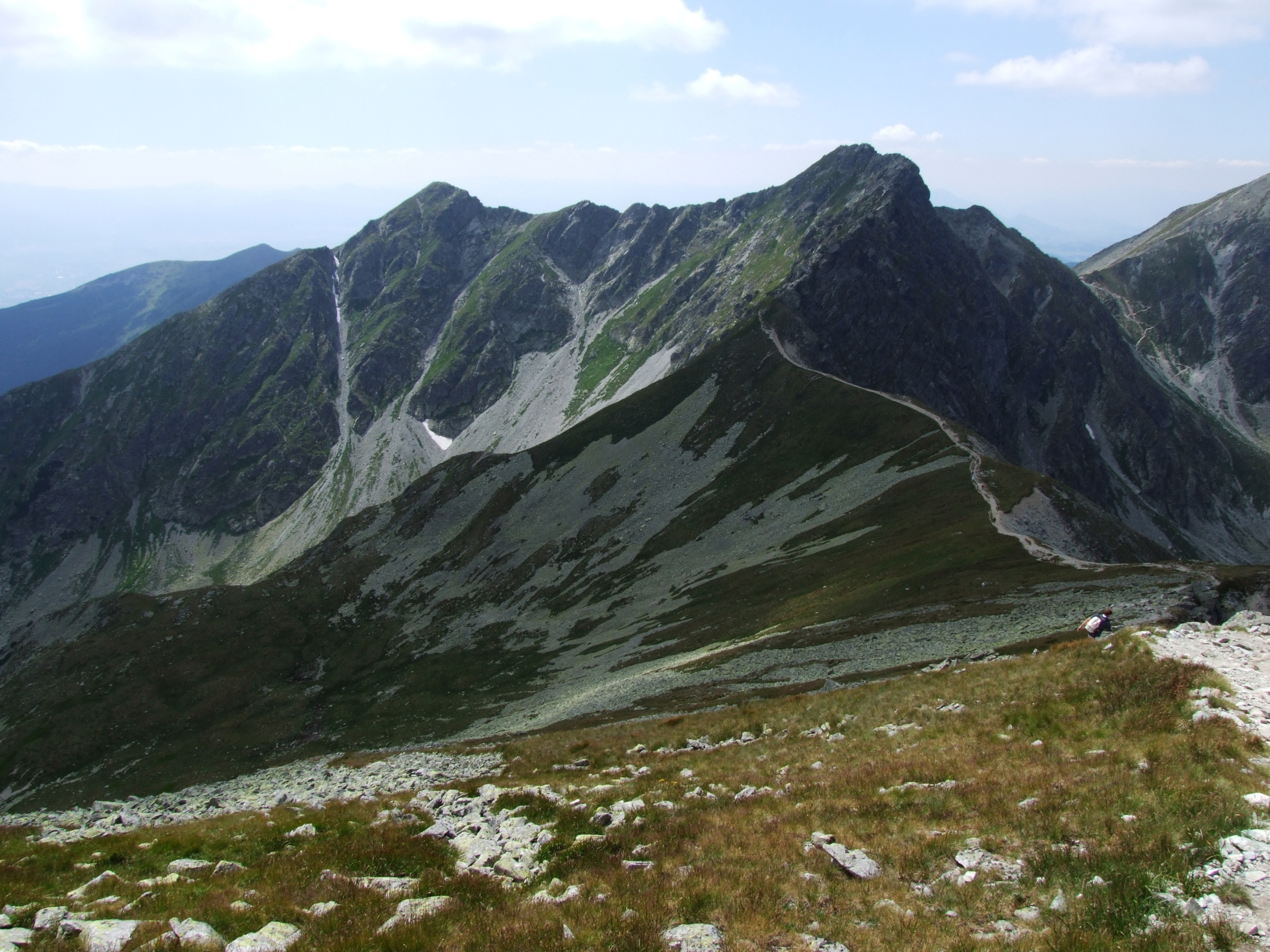
Baníkov a za ním Príslop od SV